# داستان نیمه تمام
داستان نیمه تمام (به انگلیسی: Half Written Story) دومین آلبوم چندآهنگه از خوانندهٔ آمریکایی هیلی استاینفلد می‌باشد که در ۸ مهٔ سال ۲۰۲۰ از سوی ریپابلیک رکوردز منتشر گردید. این اثر در ابتدا قرار بود بخش اول یک پروژهٔ دو قسمتی باشد، اما این ایده بعداً کنار گذاشته شد. این ئی‌پی نخستین اثر استاینفلد می‌باشد که به‌دنبال نخستین ئی‌پی وی تحت عنوان هایز در نوامبر سال ۲۰۱۵ آمده‌است. پیش از انتشار این ئی‌پی، دو تک‌آهنگ با نام‌های «جهت اشتباه» و «دوست دارم‌ها» منتشر شده بودند.